# 촉진신경
심장은 굴심방결절이나 심박조율기에 의해 설정된 리듬에 따라 박동한다. 박동은 신경계뿐만 아니라 혈액 안의 호르몬이나 심장으로 돌아오는 혈액의 양인 정맥환류량에 의해 조절된다. 심장에 작용하는 두 개의 신경은 아세틸콜린을 방출하여 심박수를 낮추는 미주신경과 노르에피네프린을 방출하여 심장 박동을 빠르게 하는 촉진신경(accelerans nerve)이다. 심장 박동이 빨라지면 혈류가 증가하여 갑작스러운 활동 증가에 대비하여 신체를 준비시킨다. 이 신경 섬유는 자율 신경계의 일부이며 투쟁-도피 반응을 일으킨다.

## 같이 보기
- 방실결절
- 심실
- 아세틸콜린
- 미주신경